# Théodore Chevignard de Chavigny
Anne-Théodore Chevignard de Chavigny (ur. 3 kwietnia 1687, zm. 1771) – francuski dyplomata i polityk.
Syn prokuratora (procureur au grenier à sel) w mieście Beaune, został merem swojego miasta i sekretarzem księcia Burgundii. Théodore Chavignard zwany Chavigny, spowodował skandale na dworze królewskim, zanim został wysłannikiem do Francji i Holandii i rozpoczął błyskotliwą karierę dyplomatyczną. Protegował go kardynał Guillaume Dubois. Dowiódł swych talentów negocjatora w Hiszpanii, Wielkiej Brytanii, Danii i Portugalii, lecz pozostał przede wszystkim specjalista od spraw niemieckich. Louis de Rouvroy, książę de Saint-Simon nienawidził go i gardził nim, Chavigny miał za to uznanie Voltaire’a. Szwajcarski uczony Albrecht von Haller korespondował z nim.
Poseł w Genui od 1720 roku, następnie w 1722 przeniesiony na placówkę w Madrycie. W 1727 asystował przy obradach sejmu Rzeszy w Ratyzbonie. Jego mentorem był minister Germain Louis Chauvelin.
Chavigny odwiedził Londyn już w misji dyplomatycznej w 1723, a następnie w roku 1731, kiedy to kontaktując się z opozycją (Torysi) i wywołał zaniepokojenie brytyjskiego rządu, na którego czele stał wówczas Wig Robert Walpole.
W 1737 Chavigny był francuskim posłem w Danii, w 1740 w Lizbonie, w 1743 we Frankfurcie, a w 1745-1746 w Monachium, skąd pośredniczył w rozmowach dworu wiedeńskiego z wersalskim. W obu misjach towarzyszył mu Charles Gravier de Vergennes. w 1753 został ambasadorem w Szwajcarii.
Anne-Théodore Chevignard de Chavigny zmarł jako hrabia de Toulongeon. Charles Gravier de Vergennes był synem Marie-Françoise Chevignard, krewnej dyplomaty. Brat Graviera Jean Gravier poślubił inną damę o nazwisku Chevignard, siostrzenicy i spadkobierczyni ambasadora, Jeanne-Claude de Chavigny.